# 조앤 큐잭
조앤 큐잭(영어: Joan Cusack, 영어 발음: /ˈkjuːsæk/, 1962년 10월 11일 ~ )은 미국의 배우, 희극인이다. 《워킹 걸》(1988)과 《인 앤 아웃》(1997)으로 아카데미 여우조연상에 두 차례 후보에 올랐으며 그 외에 《아담스 패밀리 2》(1993), 《나인 먼쓰》(1995) 등이 영화 대표작으로 꼽힌다. 1999년부터 토이 스토리 시리즈에서 제시 역 목소리 연기를 하고 있다.
쇼타임 드라마 《셰임리스》(2011-21) 출연을 통해 프라임타임 에미상에 5년 연속 후보로 올랐으며 2015년 수상에 이르렀다.

## 출연 작품

### 영화
- 워킹 걸 (1988)
- 토이즈 (1992)
- 리틀 빅 히어로 (1992)
- 아담스 패밀리 2 (1993)
- 나인 먼쓰 (1995
- 인 앤 아웃 (1997)
- 런어웨이 브라이드 (1999)
- 크레이들 윌 락 (1999)
- 함정 (1999)
- 토이 스토리 2 (1999) - 애니메이션
  - 토이 스토리 3 (2010)
  - 토이 스토리 4 (2019)
- 노블리 (2000)
- 루니 툰: 백 인 액션 (2003)
- 치킨 리틀 (2005) - 애니메이션
- 화성아이, 지구아빠 (2007)
- 월플라워 (2012)
- 디 엔드 오브 더 투어 (2015)
- 프릭스 오브 네이처 (2015)
- 팝스타: 네버 스탑 네버 스토핑 (2016)
- 스내치드 (2017)
- 유니콘 스토어 (2017)
- 인스턴트 패밀리 (2018)
- 클라우스 (2019) - 애니메이션
- 렛 잇 스노우 (2019)

### 텔레비전
- 새터데이 나이트 라이브 (1985-86)
- 셰임리스 (2011-21)